# Woensdag
Woensdag is een van de zeven dagen van de week. Het is de dag die op dinsdag volgt. De dag na woensdag is donderdag. Woensdag is de middelste dag van de westerse vijfdaagse werkweek.
De naam woensdag is afgeleid van Wodans dag. Deze Germaanse naam komt overeen met de Latijnse benaming Dies Mercurii: de dag van de god Mercurius, waar de planeet Mercurius zijn naam ook aan te danken heeft. De Germaanse god Wodan (Wotan|Woden) beschouwde men als dezelfde god als Mercurius.

## Woensdagmiddag
Veel basisscholen en middelbare scholen met speciaal onderwijs in Nederland en Vlaanderen zijn op woensdagnamiddag gesloten, wat de basisschoolkinderen halverwege de week een halve dag extra ontspanning geeft. In Vlaanderen hebben ook de leerlingen van het secundair onderwijs doorgaans de woensdagmiddag vrij. Alleen in de topsportscholen wordt deze tijd gebruikt voor extra training. In Nederland verschilt dat per school en per klas.
Tot het einde van de jaren 80, een tijd waarin er in Nederland en Vlaanderen nog geen commerciële televisie bestond, werden er op woensdagmiddagen extra veel kinderprogramma's uitgezonden.
In de jaren vijftig, zestig en zeventig van de twintigste eeuw waren in veel plaatsen in Nederland de winkels, behalve die in de stadscentra, op woensdagmiddag gesloten.

## Speciale woensdagen
Zie Speciale Woensdagen